# Битва при Карфагене (238)
Битва при Карфагене — сражение, произошедшее в 238 году между поддерживавшей императора Максимина Фракийца армией и силами сенаторских императоров Гордиана I и Гордиана II.

## Предыстория
Гордиан I и Гордиан II поддерживались римским сенатом и были в провинции Африка. Битва была частью восстания против императора Максимина Фракийца, начатого недовольными чрезмерными и несправедливыми налогами землевладельцами. Мятежники убили прокуратора Тисдра и призвали Гордиана I и его сына Гордиана II стать своими императорами..
Капелиан был губернатором соседней провинции, имевший обиду на Гордиана после судебного процесса. Вскоре после избрания императором Гордиан I отправил ему замену.

## Ход сражения
Гордиан I двинулся из Тисдра в Карфаген, где узнал о восстании. Капелиан возглавил единственный бывший в Африке легион Legio III Augusta.
Две армии встретились под Карфагеном. Гордиан II лично возглавил свою армию, состоящую из ополченцев: он потерпел поражение и был убит. Узнав о смерти сына, Гордиан I покончил жизнь самоубийством.

## Последствия
Со смертью двух Гордианов римский сенат избрал двух новых императоров, не пользующихся популярностью у публики. Затем сенат решил обратиться к 13-летнему Гордиану III, чтобы он стал новым цезарем.